# Janja Gora
Janja Gora är en ort i Kroatien.   Den ligger i länet Karlovacs län, i den centrala delen av landet, 90 km sydväst om huvudstaden Zagreb. Janja Gora ligger 405 meter över havet och antalet invånare är 112.
Terrängen runt Janja Gora är huvudsakligen kuperad, men åt nordost är den platt. Runt Janja Gora är det ganska tätbefolkat, med 58 invånare per kvadratkilometer. Närmaste större samhälle är Plaški, 4,6 km sydväst om Janja Gora. Omgivningarna runt Janja Gora är en mosaik av jordbruksmark och naturlig växtlighet.